# Monasterio de San Elías (Irak)
El Monasterio de San Elías (en siríaco: ܕܝܪܐ ܕܡܪܝ ܐܝܠܝܐ ;en árabe: دير مار إيليا) fue un monasterio cristiano en la antigüedad, el más antiguo de Irak, que databa del siglo VI. Se encontraba en la provincia de Nínive, al sur de Mosul.
El monasterio fue fundado alrededor del 595 después de Cristo por el Mar Elia, un monje asirio que había estudiado con anterioridad en Al-Hira capital de los lájmidas y más tarde en el gran monasterio del monte Ezla en la actual Turquía. Más tarde fue reclamado por los caldeos. El monasterio era el centro de la comunidad cristiana regional y durante siglos miles de cristianos visitaron el monasterio con celebraciones en el último miércoles del mes de noviembre. 
El monasterio fue restaurado en el siglo XVII por Hurmizd Alqushnaya. En 1743, el líder persa de la Dinastía afsárida Nader Shah ordenó la destrucción de sus bienes y la muerte de los monjes que habitaban allí. El monasterio estuvo abandonado y en estado ruinoso hasta el comienzo del siglo XX, cuando algunas partes se restauraron incluyendo unos cuantos salones y habitaciones.

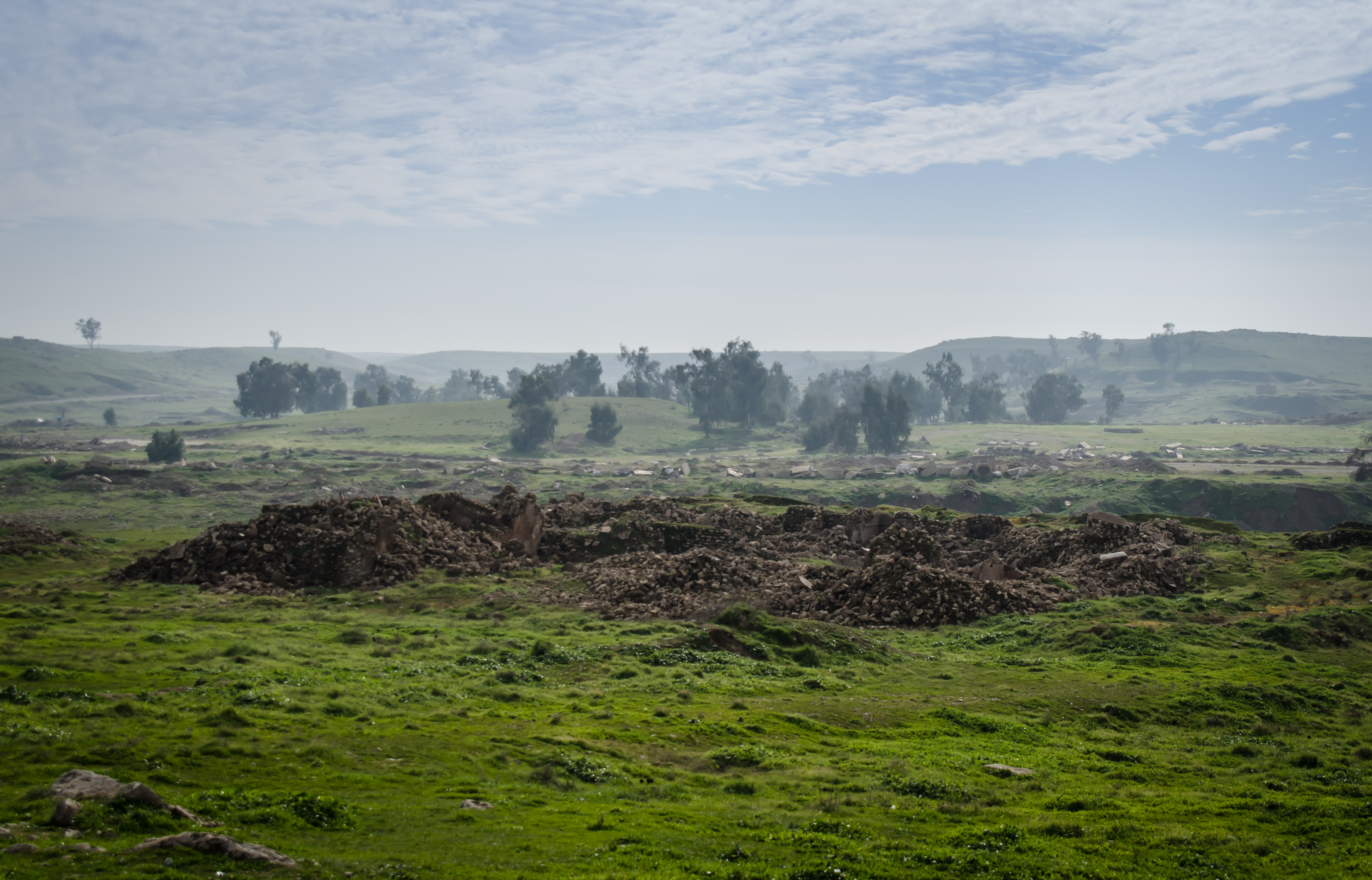
Ruinas del monasterio destruido, fotografiadas en 2019.

En enero de 2016 se supo que el grupo terrorista autodenominado Estado Islámico lo dinamitó haciéndolo desaparecer por completo.